# NGC 3041
NGC 3041 é uma galáxia espiral barrada (SBc) localizada na direcção da constelação de Leo. Possui uma declinação de +16° 40' 39" e uma ascensão recta de 9 horas, 53 minutos e 07,1 segundos.
A galáxia NGC 3041 foi descoberta em 23 de Março de 1784 por William Herschel.